# Maagdenburgs voetbalkampioenschap 1900/01
In 1900/01 werd het eerste Maagdenburgse voetbalkampioenschap gespeeld, dat georganiseerd werd door de Maagdenburgse voetbalbond. FuCC Cricket-Viktoria 1897 Magdeburg werd kampioen, er was nog geen verdere eindronde om de Duitse landstitel.

## 1. Klasse
| Plaats | Club                                    | Wed. | W | G | V | Saldo | Ptn.  |
| ------ | --------------------------------------- | ---- | - | - | - | ----- | ----- |
| 1.     | FuCC Cricket-Viktoria 1897 Magdeburg    | 4    | 4 | 0 | 0 | 27:04 | 08:00 |
| 2.     | Magdeburger FC Viktoria 1896            | 4    | 3 | 0 | 1 | 34:09 | 06:02 |
| 3.     | Magdeburger FC Viktoria 1896 II         | 3    | 1 | 0 | 2 | 09:25 | 02:04 |
| 4.     | FuCC Cricket-Viktoria 1897 Magdeburg II | 4    | 1 | 0 | 3 | 04:17 | 02:06 |
| 5.     | Magdeburger SC Germania 1898            | 3    | 0 | 0 | 3 | 01:20 | 00:06 |

|  | Kampioen   |
|  | Degradatie |

- Kampioen 2. Klasse: FuCC Cricket-Viktoria 1897 Magdeburg III